# HMP Drake Hall
HMP Drake Hall (His Majesty’s Prison Drake Hall) – zamknięte więzienie dla kobiet, zlokalizowane w miasteczku Eccleshall w hrabstwie Staffordshire w Anglii. Więzienie zarządzane jest przez agencję rządową Jej Królewską Służbę Więzienną (Her Majesty’s Prison Service). W sierpniu 2020 miało pojemność operacyjną 321 i przetrzymywało 207 więźniarek. 

## Historia
W czasie II wojny światowej w budynku obecnego więzienia mieszkały pracownice zakładów zbrojeniowych. W latach 60. został przekształcony w otwarte więzienie dla mężczyzn. Od 1974 r. służy jako więzienie dla kobiet. W połowie lat 90. zostało wyremontowane, a w 2002 przekształcone w więzienie półotwarte. W marcu 2009 ponownie zmieniono klasyfikację na więzienie zamknięte.
W 2015 r. dodano sekcję, w której umieszczane są osadzone, zbliżające się do końca wyroku. Mogą tam pracować w różnych zawodach, w tam jako trenerki personalne, kosmetyczki i asystentki call-center. Więźniarki niskiego ryzyka mogą pracować w pobliskich miasteczkach.

## Drake Hall dziś
W więzieniu Drake Hall osadzone są zarówno kobiety dorosłe, jak i młodociane przestępczynie. Jednostka specjalizuje się w przygotowywaniu więźniarek do wyjścia na wolność, a w szczególności cudzoziemek.
Podczas pobytu osadzone mogą odbywać kursy i warsztaty. Mają do dyspozycji siłownię, farmy i ogrody. Dostępne są również wolontariaty, jak i programy płatnej pracy, a także pomoc psychologiczna.